# جوزيف كاراكيس
جوزيف كاراكيس أويوسف كاراكيس؛ (بالأوكرانية: Йосип Юлійович Каракіс)‏ (بالروسية: Иосиф Юльевич Каракис)‏، (29 مايو 1902 - 23 فبراير 1988): كان مهندسًا معماريًا سوفيتيًا أوكرانيًا، ومخططًا حضريًا، ورسامًا ومدرساً، وواحدًا من أكثر المهندسين المعماريين إنتاجًا في كييف، حيث صمم العديد من المباني؛ التي تعتبر الآن معالم معمارية. تم بناء أكثر من ألفي مدرسة في الاتحاد السوفيتي من تصميمات كاراكيس، وإجمالاً كان هناك أكثر من أربعة آلاف مبنى؛ تم بناؤها من تصميماته.

## السيرة الشخصية
ولد جوزيف كاراكيس في 29 مايو 1902 في مدينة بالتا (الآن في أوكرانيا)، لجوليوس بوريسوفيتش كاراكيس (1879–1943)، مالك مشارك وعامل لمصنع سكر في توربين، وفريدا جاكوفليفنا (1882-1968). كان جوزيف الابن الأكبر، وكان له أخ أصغر هو ديفيد جوليفيتش كاراكيس (1904–1970)؛ الذي اختار أن يصبح طبيبًا، وكان عقيدًا ورئيس سرب طبي خلال الحرب العالمية الثانية.
من 1909 وحتى 1917؛ درس جوزيف كاراكيس في فينيتسا ريالشول، أثناء حضوره دروس الرسم المسائية لأبراهام تشيركاسكي. في 1918، عمل كرسام ديكور في مسرح فينيتسا في ماثيو دراك لفرقة حنات يورا وأمفروسي بوخما وماريان كروشلنيتسكي. في 1919 انضم إلى الجيش الأحمر كمتطوع، حيث عمل كفنان لقطار التظاهر. منذ 1921 كان يعمل كفنان في لجنة فينيتسا للآثار وفن العصور القديمة. كان مسؤولاً عن تشكيل معرض ومكتبة متحف المدينة من مجموعة قصر الأميرة برانيتسكايا في نيميريف.
في 1922 تم قبوله في معهد الاقتصاد الوطني بكلية الحقوق. وبعد عام تم قبوله في معهد كييف للفنون في كلية الرسم. عمل أثناء دراسته كفنان مسرحي (خلال الأعوام 1925-1926 تحت قيادة نيكولاس بوراتشيك). في نفس الوقت، في 1925، ونتيجة لتأثير جيمس شتاينبرغ، انتقل من السنة الثالثة في تخصص الفنون إلى السنة الأولى في قسم الهندسة المعمارية. في 1926، أثناء دراسته، عمل فنيًا كبيرًا في بناء محطة سكة حديد كييف مع أستاذه ألكسندر فيربيتسكي، ثم مساعدًا للتصميم والتطبيق لأكاديمية العلوم وأول دار في أوكرانيا لعائلات الأطباء في 17، شارع فليكا زيتومرسكي في كييف. في 1927، سراً عن والديها؛ تزوج من طالبة البيانو في المعهد الموسيقي آنا كوبمان (1904-1993)، التي كانت تعتبر واحدة من جميلات كييف.
في 1929 تخرج بتخصص الهندسة المعمارية. درس التصميم المعماري على يد بي ألشين وأ. فيربتسكي وفي ريكوف. في 1931 تلقى دعوة للتدريس في جامعة كييف الوطنية للبناء والهندسة المعمارية.
قبل الحرب، كان كاراكيس مهندسًا معماريًا للعديد من المنازل والمباني العامة، من بينها المسرح اليهودي في كييف، ومتحف أوكرانيا الوطني وغيرها. منذ 1941، عمل أستاذًا مساعداً للتصميم المعماري في (كاري KARI). عمل أثناء سنوات الحرب في مقاولات مصانع الآلات الثقيلة في روستانكوبريكت (روستوف على نهر دون ثم في طشقند). منذ 1942 وحتي 1944، عمل كاراكيس كمهندس رئيسي لسد فرخاد، حيث قام بتصميم السد وقنوات التحويل وغرفة الآلات بالإضافة إلى مشاريع الإسكان المختلفة.
توفي كاراكيس في 23 فبراير 1988. دُفن في مقبرة بايكوف بجوار والدته.

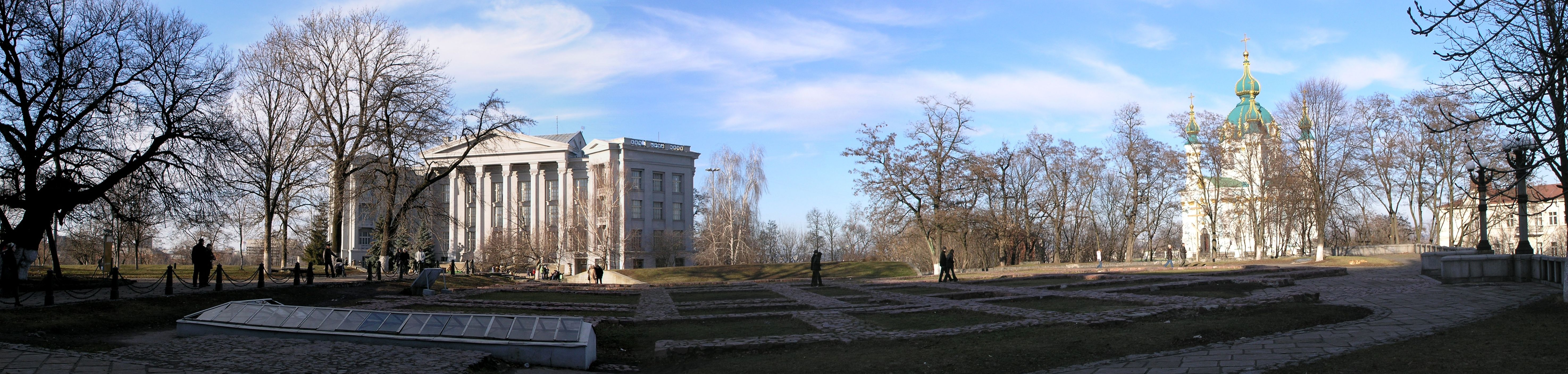
بانوراما لكييف مع مبنى كاراكيس جهة اليسار